# Mediazione
La mediazione consiste in un'attività, posta in essere da un terzo imparziale, volta a consentire che due o più parti raggiungano un accordo (che può essere di varia natura) ovvero superino un contrasto già in essere tra loro. In contesto legale, è una delle principali ADR, ovvero alternative dispute resolution (risoluzioni alternative delle controversie) e può anche avvenire in videoconferenza.

## Caratteristiche
L'obiettivo della mediazione è di condurre le parti a trovare un punto di incontro o una soluzione di comune accettazione attraverso l'ausilio di un terzo: il mediatore, che opera tra le parti in conflitto per aiutarle a migliorare la comunicazione tra di loro attraverso l'analisi del conflitto che le divide, con l'obiettivo di consentire ai soggetti di individuare e scegliere essi stessi un'opzione che, componendo la situazione conflittuale, realizzi gli interessi ed i bisogni di ciascuno.
Nell'ambito di questa generale definizione dell'obiettivo, la mediazione acquista caratteri e si sviluppa secondo procedure che variano in relazione all'area di intervento verso cui è rivolta l'attività di mediazione. Si possono distinguere in tal senso diversi settori e tipologie di intervento.

## Tipi di mediazione
- Mediazione civile (parte delle ADR)
- Mediazione didattica
- Mediazione familiare (anch'essa ADR, detta "collaborative law" o "family law" in inglese)
- Mediazione linguistica (spesso affiancata alla mediazione culturale)
- Mediazione organizzativa
- Mediazione penale
- Mediazione sociale
- Mediazione internazionale